# Hping
Hping est un logiciel en ligne de commande créé par Salvatore Sanfilippo, fonctionne en envoyant des paquets TCP à un port de destination puis en signalant les paquets qu'il reçoit en retour. Les paquets reçus peuvent révéler une image assez claire des commandes d'accès au pare-feu grâce aux paquets bloqués, rejetés ou abandonnés.
Comme beaucoup d'autres outils utilisés pour la sécurité informatique, hping est utile pour les administrateurs comme pour les auteurs d'attaques informatiques.